# Émérillon (navire)
L'Émérillon est l'un des trois navires (avec La Grande Hermine et La Petite Hermine) qui participa au deuxième voyage de Jacques Cartier au Canada (1535-1536). Ce navire partit de Saint-Malo le 16 mai 1535, et arriva le 7 septembre 1535 à l'île aux Coudres), qui deviendra la Nouvelle-France.

## Hommages
Une avenue a été nommée en l'honneur de ce navire, en 1949, dans la ville de Québec. 